# Dunellen
Dunellen és una població dels Estats Units a l'estat de Nova Jersey. Segons el cens del 2006 tenia 6.940 habitants.

## Demografia
Segons el cens del 2000, Dunellen tenia 6.823 habitants, 2.451 habitatges, i 1.710 famílies. La densitat de població era de 2.533,1 habitants/km².
Dels 2.451 habitatges en un 33,9% hi vivien nens de menys de 18 anys, en un 54,4% hi vivien parelles casades, en un 10,7% dones solteres, i en un 30,2% no eren unitats familiars. En el 23,5% dels habitatges hi vivien persones soles el 8,2% de les quals corresponia a persones de 65 anys o més que vivien soles. El nombre mitjà de persones vivint en cada habitatge era de 2,75 i el nombre mitjà de persones que vivien en cada família era de 3,3.
Per edats la població es repartia de la següent manera: un 24,9% tenia menys de 18 anys, un 6,9% entre 18 i 24, un 36% entre 25 i 44, un 20,9% de 45 a 60 i un 11,3% 65 anys o més.
L'edat mediana era de 36 anys. Per cada 100 dones de 18 o més anys hi havia 99,2 homes.
La renda mediana per habitatge era de 59.205 $ i la renda mediana per família de 67.188 $. Els homes tenien una renda mediana de 45.000 $ mentre que les dones 34.130 $. La renda per capita de la població era de 26.529 $. Aproximadament l'1,4% de les famílies i el 3,3% de la població estaven per davall del llindar de pobresa.

## Poblacions més properes
El següent diagrama mostra les poblacions més properes.